# Populus
För trädsläktet, se poppelsläktet, för datorspelet med det liknande namnet, se Populous.
Populus (latin för "folk") betecknar folket som politisk enhet, eller ett samhälle av medborgare, särskilt i det gamla Rom hela medborgarsamfundet, det vill säga i äldsta tider patricierna, men efter tillkomsten av plebs både patricier och plebejer. 
Ordet användes även om folket som parti (populares), i motsats till senaten eller de förnäma (optimates). Dessutom brukades det stundom i betydelsen av "mängden", "hopen" ("populasen"). Jämför Senatus populusque romanus och Majestas.